# Vecuronium
Vecuroniumbromide (merknaam Norcuron) is een spierverslapper in de categorie neuromusculair blokkerende stoffen. Vecuroniumbromide wordt net als alle andere niet-depolariserende spierverslappers toegepast als toevoeging bij algehele anesthesie om intubatie mogelijk te maken en om de skeletspieren te verslappen voor chirurgie en/of mechanische ventilatie. Het is een poeder dat voor gebruik opgelost moet worden in water.
Vecuroniumbromide wordt door sommige artsen ook als euthanaticum gebruikt.  Hiertoe overdoseren zij het middel (0,2 mg tot 0,3 mg/kg) met een ademhalingsstilstand en hartstilstand tot gevolg.
De stof is opgenomen in de lijst van essentiële geneesmiddelen van de WHO.

## Farmacologie
Vecuronium werkt door competitie met acetylcholine op de cholinerge receptoren van de motorische eindplaat. Hierdoor ontstaat verslapping van de skeletspieren. De klinische werkingsduur is ongeveer 30 minuten (met een hersteltijd van 25% van de controlewaarde). Het herstel is gemiddeld 95% compleet na ongeveer 1 uur na injectie van de intubatiedosis. Dampvormige anesthetica zoals sevofluraan en isofluraan versterken de verslappende werking van vecuronium enigszins (de dosis kan met ongeveer 15% naar beneden worden bijgesteld).

## Dosering
De intubatiedosis van vecuronium is ongeveer 0,1 mg/kg intraveneus (dus 7 mg voor 70 kg). De onderhoudsdosis is ongeveer 0,02–0,03 mg/kg. Vecuronium moet net als alle andere niet-depolariserende spierverslappers individueel gedoseerd worden.

## Vecuronium in de populaire cultuur
- Vecuronium wordt gebruikt in de aflevering Need to Know van de televisieserie House om een patiënt met oncontroleerbare spierspasmen te behandelen.
- Vecuronium wordt ook gebruikt door een arts in Law & Order voordat een orgaan wordt uitgenomen bij een hersendode patiënt. McCoy gebruikt dit feit om deze dokter voor moord aan te klagen.
- Vecuronium wordt ook gebruikt door terroristen in het videospel Metal Gear Acid om alle passagiers van een vliegtuig te verslappen om ze daarna in gijzeling te nemen.
- Dr. Luka Kovac wordt onder dwang vecuronium toegediend door twee gevangenen in een poging te ontsnappen van hun politieescorte in het ziekenhuis in een aflevering van ER getiteld “21 Guns.”
- In de serie Zone Stad (jaargang 8, aflevering 12) wordt een plastisch chirurg verdoofd met vecuronium door Veerle Goderis, een psychopate die haar medisch dossier wil vernietigen.